# 4447 Kirov
A 4447 Kirov (ideiglenes jelöléssel 1985 VE1) a Naprendszer kisbolygóövében található aszteroida. Edward L. G. Bowell fedezte fel 1985. november 7-én.